# Stensby Sogn
Stensby Sogn 
ist eine Kirchspielsgemeinde (dän.: Sogn)
im Süden der Insel Sjælland im südlichen Dänemark.
Bis 1970 gehörte sie zur Harde Bårse Herred im damaligen Præstø Amt, danach zur Langebæk Kommune im Storstrøms Amt, die im Zuge der  Kommunalreform zum 1. Januar 2007 in der Vordingborg Kommune in der Region Sjælland aufgegangen ist.
Im Kirchspiel leben 1904 Einwohner, davon 1591 in der Stadt Stensved (Stand: 1. Januar 2023).
Im Kirchspiel liegt die Kirche „Stensby Kirke“.
Nachbargemeinden sind im Nordwesten Vordingborg Sogn, im Norden Øster Egesborg Sogn und im Nordosten Kalvehave Sogn.